# Phragmacia substriata
A Phragmacia substriata a madarak osztályának verébalakúak (Passeriformes) rendjébe, a szuharbújófélék (Cisticolidae) családjába és a Phragmacia nembe tartozó egyetlen faj.

## Rendszerezése
A fajt Andrew Smith skót zoológus írta le 1842-ben, a Drymoica nembe, Drymoica substriata néven.  Szerepelt a Prinia nemben, Prinia substriata néven is.

## Alfajai
- Phragmacia substriata confinis (Clancey, 1991)
- Phragmacia substriata substriata (A. Smith, 1842)[2]

## Előfordulása
A Dél-afrikai Köztársaság és Namíbia területén honos. A természetes élőhelye a szubtrópusi és trópusi bokrosok és vizes területek

## Megjelenése
Testhossza 13-14 centiméter, a hím testtömege 10-13 gramm, a tojóé 9–11 gramm.

## Életmódja
Főleg rovarokkal és más apró gerinctelenekkel táplálkozik.

## Külső hivatkozás
- Képek az interneten a fajról
- Xeno-canto.org - a faj hangja és elterjedési területe